# Кузнєцово (Калузька область)
Кузнєцово (рос. Кузнецово) — присілок в Ізносковському районі Калузької області Російської Федерації.
Населення становить 11 осіб. Входить до складу муніципального утворення Присілок Ореховня.

## Історія
Від 2004 року входить до складу муніципального утворення Присілок Ореховня

## Населення
| 2002 | 2010 |
| ---- | ---- |
| 20   | ↘11  |